# Sorex madrensis
{{#ifeq:0|0|{{#if:|{{#if:Sorexmadrensis|[[]}}|}}}}
Sorex madrensis — вид ссавців з родини мідицевих (Soricidae). Це ендемік Гватемали. Це середнього розміру представник роду Sorex. Його природне середовище існування — хмарні ліси, розташовані на висоті понад 2300 м над рівнем моря. Його видова назва, madrensis, на латині означає «з Сьєрра-Мадре».